# Laurent Troude
Laurent Troude est un photojournaliste français, né le 4 février 1968 à Rouen, et mort le 25 février 2018 à Fontenay-sous-Bois.

## Biographie
Laurent Troude publie ses premières photographies lors d’un stage au journal municipal de la commune de Saint-Denis, et commence sa carrière en 1992 à L’Humanité, après son service militaire.
Il rejoint le quotidien Libération en 1996 et y travaillera jusqu’à sa disparition,. Il en a été membre de la Société des rédacteurs et délégué du personnel.
Il travaille également pour L’Équipe Magazine et Les Jours.
Laurent Troude met fin à ses jours le 25 février 2018 à Fontenay-sous-Bois,.

### Bourse Laurent Troude de la nouvelle photographie de presse
En janvier 2019, l’association Laurent Troude lance avec Libération, la Société des auteurs des arts visuels de l’image fixe (SAIF), Divergence Images et le festival Image Singulières, la Bourse Laurent Troude de la nouvelle photographie de presse, « destinée à des photographes de moins de 30 ans qui portent un sujet de proximité sur le territoire français, social, politique, culturel ou autre. ». Cette bourse est dotée d’une somme de 8 000 €.

#### Lauréats
- 2019 : Théo Combes, pour « Noire Méditerranée »[10],[11].
- 2020 : Cédric Calandraud, pour « Le reste du monde n’existe pas »[12].
- 2021 : Arthur Mercier, pour son projet « Icare »[13],[14].
- 2022 : Paul Baudon, pour son projet «Une Péninsule»[15]
- 2023 : Emeline Sauser, pour son projet « Refuges ».

## Ouvrage
- Promenades bagnoletaises, textes d’André Carrel et Claude Lecomte ; photogr. de Laurent Troude, Mairie de Bagnolet , 1992, 78 p.